# Palazzo Harrach
Il Palazzo Harrach è un palazzo Barocco di Vienna, Austria. Fu costruito dalla famiglia nobiliare degli Harrach. Fu rinnovato e restaurato negli ultimi anni novanta e ad oggi ospita uffici e boutique.

## Storia
Fu proprietà della famiglia Freyung dal 1600 al 1658. Il conte Ferdinando Bonaventura von Harrach comprò l'edificio, oramai in rovina, nel XVII secolo il quale fu completamente restaurato e riprogettato negli anni 1696-98 da Domenico Martinelli. Dal 1870 al 1970 ha ospitato la collezione di quadri del conte Aloys Thomas Raimund von Harrach (oggi al castello di Rohrau). Il palazzo fu venduto al comune di Vienna nel 1975.